# Chimaera fulva
Chimaera fulva är en broskfiskart som beskrevs av Didier, Last och White 2008. Chimaera fulva ingår i släktet Chimaera och familjen havsmusfiskar. Inga underarter finns listade i Catalogue of Life.
Arten förekommer i havet söder om södra Australien, inklusive Tasmanien. Den vistas i regioner som ligger 200 till 1100 meter under havsytan.
Hannar blir könsmogna vid en genomsnittlig kroppslängd (utan svans) av 66 cm och samma värde för honor är 72 cm. Med svans blir Chimaera fulva upp till 110 cm lång. Enligt uppskattningar kan några exemplar leva 35 år.
Under trålfiske på andra arter fångas varje år cirka 12 ton av Chimaera fulva som bifångst. Dessa exemplar säljs oftast på marknader. Fisket påverkar hela beståndet minimalt. IUCN kategoriserar arten globalt som livskraftig.